# Orthosia mediolugens
Orthosia mediolugens là một loài bướm đêm trong họ Noctuidae.